# Lee Naylor (lekkoatletka)
Lee Michelle Naylor  (ur. 26 stycznia 1971 w Shepparton) – australijska lekkoatletka specjalizująca się w długich biegach sprinterskich, dwukrotna uczestniczka letnich igrzysk olimpijskich (Atlanta 1996, Sydney 2000).

## Sukcesy sportowe

### Igrzyska olimpijskie
| Miejsce | Dzień       | Rok  | Miejscowość | Konkurencja        | Czas biegu  | Strata | Zwycięzca         |
| ------- | ----------- | ---- | ----------- | ------------------ | ----------- | ------ | ----------------- |
| 32.     | 27 lipca    | 1996 | Atlanta     | bieg na 400 m      | 53,75 s     | -      | Marie-José Pérec  |
| 11.     | 2 sierpnia  | 1996 | Atlanta     | sztafeta 4 x 400 m | 3:33,78 min | -      | Stany Zjednoczone |
| 32.     | 23 września | 2000 | Sydney      | bieg na 400 m      | 53,83 s     | -      | Cathy Freeman     |

### Mistrzostwa świata
| Miejsce | Dzień       | Rok  | Miejscowość | Konkurencja        | Czas biegu  | Strata   | Zwycięzca         |
| ------- | ----------- | ---- | ----------- | ------------------ | ----------- | -------- | ----------------- |
| 34.     | 5 sierpnia  | 1995 | Göteborg    | bieg na 400 m      | 52,37 s     | -        | Marie-José Pérec  |
| brąz    | 13 sierpnia | 1995 | Göteborg    | sztafeta 4 x 400 m | 3:25,88 min | + 3,49 s | Stany Zjednoczone |
| DQ.     | 22 sierpnia | 1999 | Sewilla     | bieg na 400 m      | -           | -        | Cathy Freeman     |
| 6.      | 29 sierpnia | 1999 | Sewilla     | sztafeta 4 x 400 m | 3:28,04 min | + 6,06 s | Rosja             |

## Igrzyska Wspólnoty Narodów
| Miejsce | Dzień       | Rok  | Miejscowość  | Konkurencja        | Czas biegu  | Strata   | Zwycięzca       |
| ------- | ----------- | ---- | ------------ | ------------------ | ----------- | -------- | --------------- |
| 5.      | 18 września | 1998 | Kuala Lumpur | bieg na 400 m      | 52,15 s     | + 1,98 s | Sandie Richards |
| złoto   | 21 września | 1998 | Kuala Lumpur | sztafeta 4 x 400 m | 3:27,28 min | -        | -               |

## Rekordy życiowe
- bieg na 200 metrów – 23,80 – Darwin 26/08/1998
- bieg na 400 metrów – 51,35 – Osaka 09/05/1998